# Vejer de la Frontera
Vejer de la Frontera es un municipio español localizado en la provincia de Cádiz (Andalucía). El núcleo de la localidad se erige sobre un monte de 200 metros de altura, a orillas del río Barbate y a 8 kilómetros de distancia de la costa. El término municipal incluye un tramo de costa del océano Atlántico, donde se asienta El Palmar de Vejer, un pequeño núcleo rural que destaca por el turismo. La economía del municipio depende de la agricultura y del turismo estival a pequeña escala. La locución "de la Frontera" alude a la Frontera Granadina.
Su centro histórico amurallado, que aún conserva el castillo y varias iglesias significativas, fue declarado conjunto histórico-artístico en el año 1976. Vejer forma parte de la conocida como 'Asociación Los Pueblos Más Bonitos de España' desde el año 2014.

## Geografía
En el año 2020, Vejer de la Frontera contaba con 12 662 habitantes. Su superficie es de 264 km² y tiene una densidad de 49,42 hab/km². Sus coordenadas geográficas son 36° 15' N, 5° 58' O. Posee 8 km de costa, a lo largo de los cuales se extiende la playa de El Palmar de Vejer. Se encuentra a una altitud de 201 metros sobre el nivel del mar y a 58 kilómetros de la capital de provincia, Cádiz.

### Pedanías

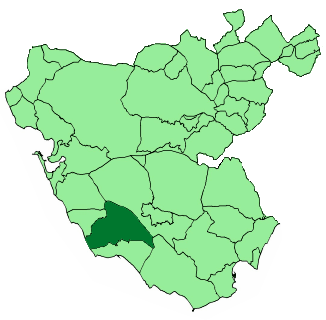
Extensión del municipio en la provincia de Cádiz

- El Palmar de Vejer
- La Muela
- La Ribera de la Oliva
- Patría
- El Soto
- Santa Lucía
- Nájara
- Libreros
- Naveros
- Poblado de Varelo
- Parralejos
- El Cañal
- Cantarranas

## Historia

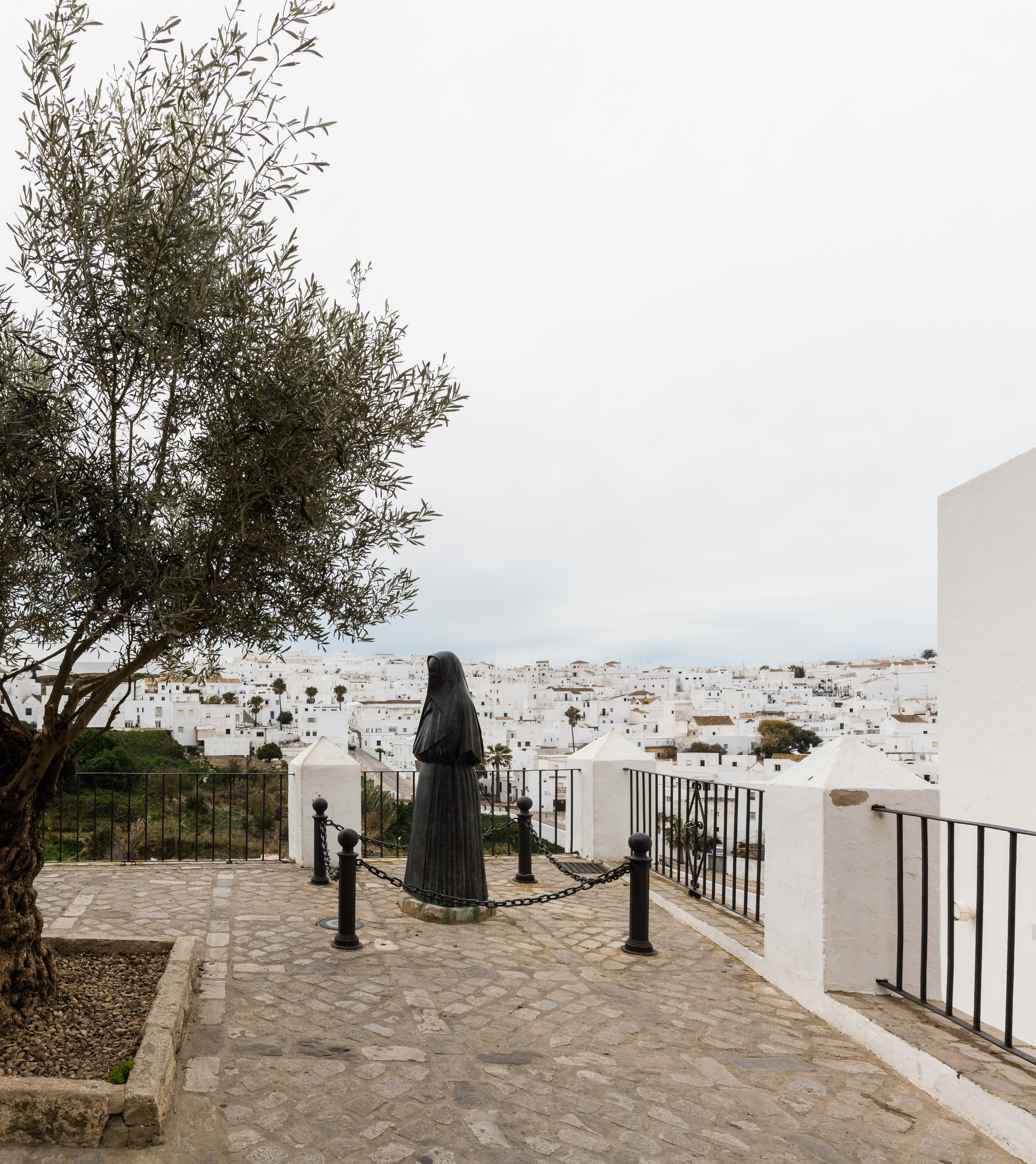
Estatua de la Cobijada

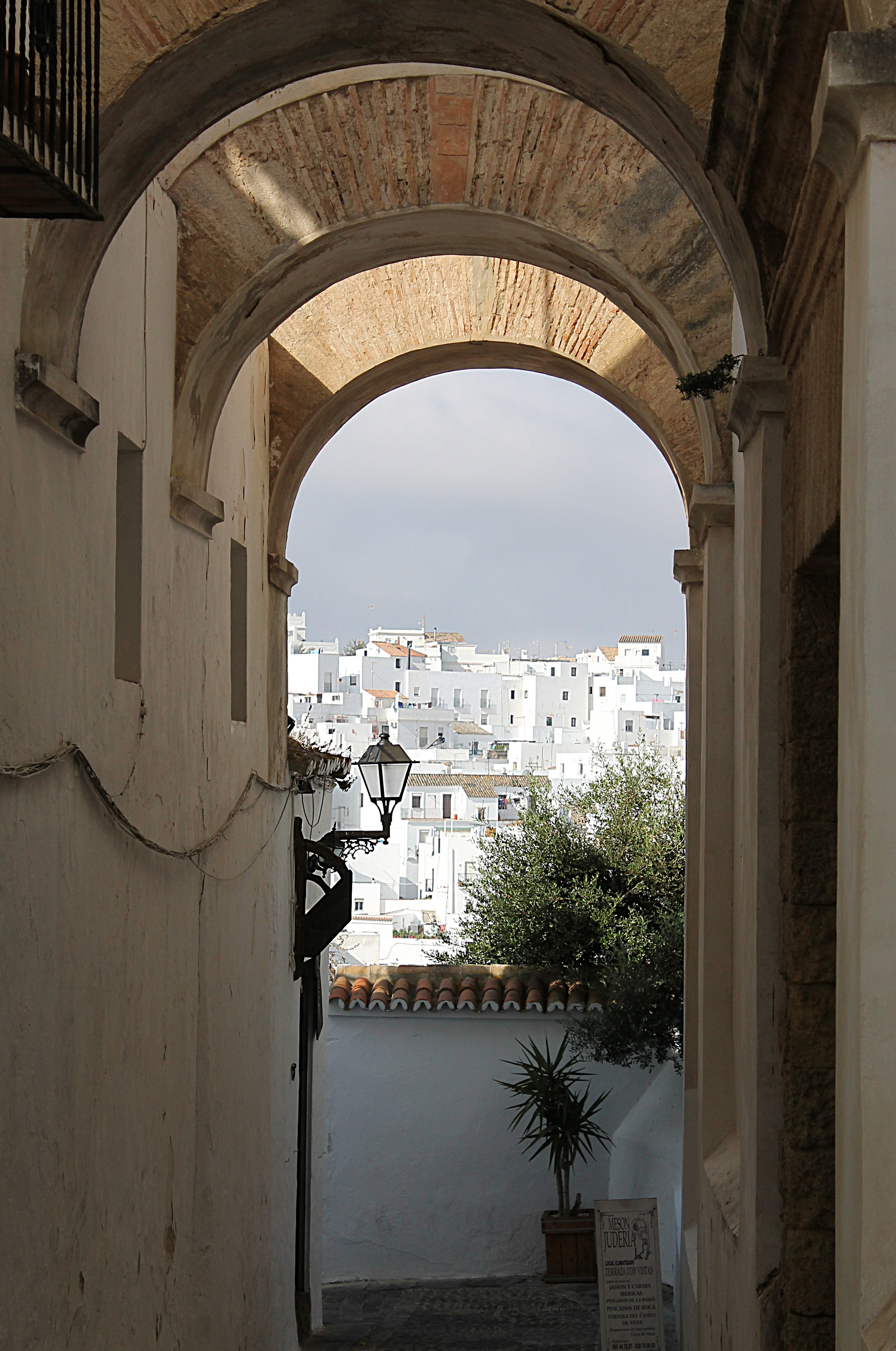
Calle Judería

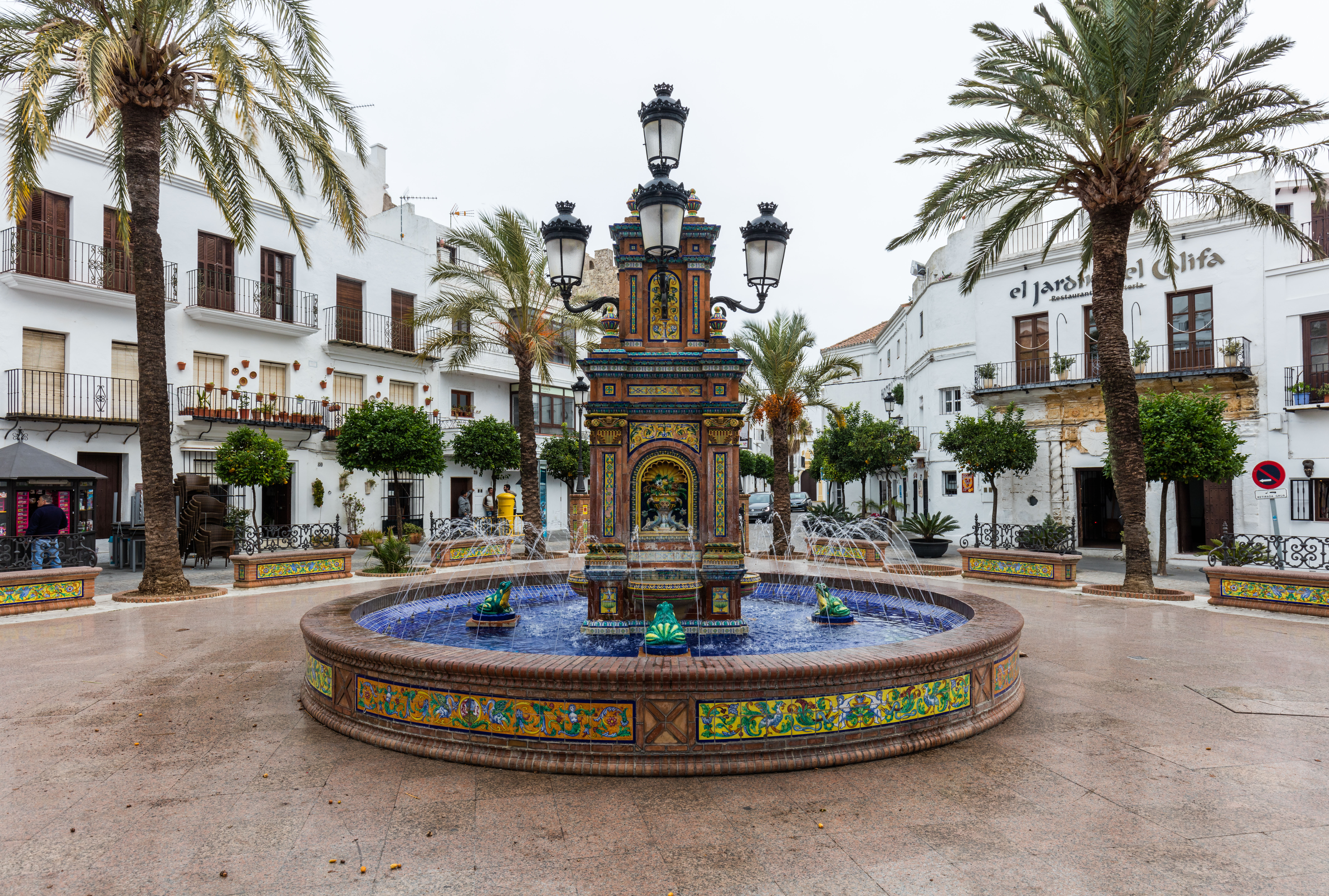
Plaza de España

Vejer ha estado poblada desde principios del Paleolítico y ya estaba fortificada en la Edad del Bronce. De época tartésica y romana se han hallado restos que datan del siglo VII a. C. debajo de las murallas actuales, que se han atribuido a Baesippo. Sin embargo, es posible que esta ciudad estuviera más bien en Barbate, pues el nombre de Vejer podría proceder de Baesarum, ciudad documentada por Plinio como Baesaro o Besaro.
En el año 711, Vejer cayó en manos musulmanas tras la batalla de Guadalete, en la cual los musulmanes, comandados por Táriq ibn Ziyad, derrotaron a Don Rodrigo. La población permaneció bajo dominio árabe durante cinco siglos y medio, denominándose Bashir. De esta época quedan vestigios como la puerta del castillo, del siglo XI, parte de las murallas y el entramado de sus calles.
Vejer volvió a manos cristianas en dos ocasiones. La primera, en 1250, bajo el reinado de Fernando III "El Santo". Regresó al dominio árabe en junio de 1264, tras una revuelta en la que tomaron por fuerza el castillo. La segunda y definitiva se inició en agosto de 1264, expulsando a los mudéjares, y terminó en 1285. Ese mismo año, Sancho IV concedió a la Orden de Santiago el señorío sobre Vejer para consolidar el territorio de manera más rápida, aunque dicha orden nunca tomó posesión de Vejer. En 1307, después de una segunda repoblación, pasó a ser señorío de Guzmán el Bueno, que desde 1299 era ya dueño del señorío de las almadrabas de toda la zona del estrecho de Gibraltar. Tras tomar Tarifa, se convirtió también en el defensor del Estrecho, llegando a ser dueño y señor, después del rey, de estas tierras. De él heredarían posteriormente los duques de Medina Sidonia.
Durante los siglos XV y XVI, Vejer estuvo dominada por los Guzmanes y, ya en la Edad Moderna, el pueblo se enfrentó, con Juan Relinque a la cabeza, a los duques de Medina Sidonia por el control de las tierras comunales, las denominadas "Hazas de la Suerte". Actualmente se trabaja en su reconocimiento como Bien de Interés Cultural y patrimonio inmaterial de la humanidad (UNESCO).
El 21 de octubre de 1805 se produjo la batalla de Trafalgar frente a las costas del cabo de Trafalgar, en Los Caños de Meca, antigua localidad perteneciente a Vejer. Dicha batalla naval está considerada como una de las más importantes del siglo XIX. Enfrentó a las flotas de España y Francia contra la flota británica, la cual era dirigida por el vicealmirante Horatio Nelson, que obtuvo la victoria. Trafalgar Square («plaza de Trafalgar», en español), plaza del centro de Londres, se construyó para conmemorar dicha victoria, con una columna central dando soporte a una estatua del almirante Nelson. La batalla de Trafalgar, seguida de la invasión napoleónica, supuso un precedente decisivo en el hundimiento del imperio español de ultramar.
Durante la Segunda República Española (1931-1939), Vejer de la Frontera llegó a contar con 18 000 habitantes repartidos entre el núcleo urbano y las pedanías, sobre todo Barbate y Zahara de los Atunes. La crisis económica de 1929 dejó sentir sus efectos con un aumento del desempleo en el municipio, asociado a la baja productividad económica y a las malas cosechas. Durante este período histórico se promulgaron diversas reformas, como la Reforma Agraria, que desembocó en intentos de colectivización de tierras, principalmente latifundios, lo que provocó un aumento de la tensión asociada a la división política y social en el municipio.
Al estallar la guerra civil española (1936-1939) se produjeron importantes disturbios, los cuales llevaron a la destitución de la corporación municipal y de los funcionarios de Vejer, así como a detenciones y asesinatos, como el del alcalde Francisco Salgueiro Rodríguez, el concejal Juan Mejías Delgado, el concejal Alfonso Melero Melero, el concejal Francisco Braza Basallote y el alcalde pedáneo de Barbate, Francisco Tato Anglada, entre otros. Asimismo, se destruyó parte del valioso patrimonio cultural y religioso del municipio a través del incendio de la iglesia parroquial, del archivo y de la biblioteca.
El 11 de marzo de 1938 se produjo la segregación de la localidad costera de Barbate, que se convirtió en municipio y pasó a llamarse Barbate de Franco, en alusión al General Francisco Franco, denominación que mantuvo hasta 1998. Tras dicha segregación, Vejer de la Frontera vio mermada su población (10 660 habitantes) y su extensión territorial de 143 km² (incluyendo parte de las Hazas de la Suerte).
Entre 1940 y 1960, el municipio experimentó un ligero crecimiento demográfico asociado a la actividad agrícola vinculada a grandes latifundios. Sin embargo, entre 1960 y 1980 Vejer de la Frontera registró una importante emigración de población joven debido al escaso dinamismo económico de la comarca de La Janda.
En las últimas décadas (1990-2005) la crisis del sector agrícola en Vejer de la Frontera ha dado paso al auge del sector terciario, asociado al sector del turismo y al sector de la construcción.
Precisamente, en los últimos años el escaso dinamismo económico de la comarca de La Janda ha contribuido a favorecer la emigración de población joven del municipio, lo que explica su estancamiento demográfico y el progresivo envejecimiento de la población.

## Demografía
Vejer de la Frontera cuenta con una población de 12 915 habitantes (INE 2024).
| Gráfica de evolución demográfica de Vejer de la Frontera entre 1842 y 2021 |
| |
| Población de derecho según los censos de población del INE Población de hecho según los censos de población del INEEn este censo se denominaba Veger: 1842. En estos censos se denominaba Vejer: 1857 y 1860. Entre el censo de 1940 y el anterior, disminuye el término del municipio porque independiza a Barbate de Franco. |

El descenso de población de 1930 a 1940 se explica por la segregación de Barbate en 1938 y la guerra civil española (1936-1939). 

### Comunicaciones
- Subida Noroeste (A-2229): Conocida como la cuesta de los Olivos, comunica la ciudad con la carretera A-48 (Autovía Costa de la Luz). La A-48 da acceso a Cádiz, pasando antes por Conil, Chiclana de la Frontera y San Fernando

- Subida Este (CA-5203): Conocida como la cuesta de Barbate, comunica la ciudad con la carretera A-314 (Vejer de la Frontera-Barbate). Siguiendo la A-314, se encuentra el cruce con la N-340 que da acceso a Algeciras, pasando antes por Tarifa y los núcleos rurales de Tahivilla, Facinas, Bolonia.

Las estaciones ferroviarias más cercanas al municipio son la estación de San Fernando-Bahía Sur y la estación de Cádiz, desde las cuales se puede acceder a trenes de Cercanías Cádiz, de Media Distancia y de largo recorrido.

## Economía
Hoy en día, la población vive de la agricultura (generalmente viticultura), de la ganadería brava, especial mención merece el resurgimiento de la ovina de la raza retinta, de excelentes carnes, y crece el turismo estacional durante el verano.
Destacan también otras actividades en su amplio término municipal, como el Montenmedio Golf & Country Club y el Circuito Hípico del Sol de Montenmedio, que lleva más de veinte años atrayendo a un público procedente de muy diversos países.

### Evolución de la deuda viva municipal
El concepto de deuda viva contempla sólo las deudas con cajas y bancos relativas a créditos financieros, valores de renta fija y préstamos o créditos transferidos a terceros, excluyéndose, por tanto, la deuda comercial.
| Gráfica de evolución de la deuda viva del Ayuntamiento de Vejer de la Frontera entre 2008 y 2024                |
| |
| Deuda viva del Ayuntamiento de Vejer de la Frontera, en miles de euros, según datos del Ministerio de Hacienda. |

## Administración y política

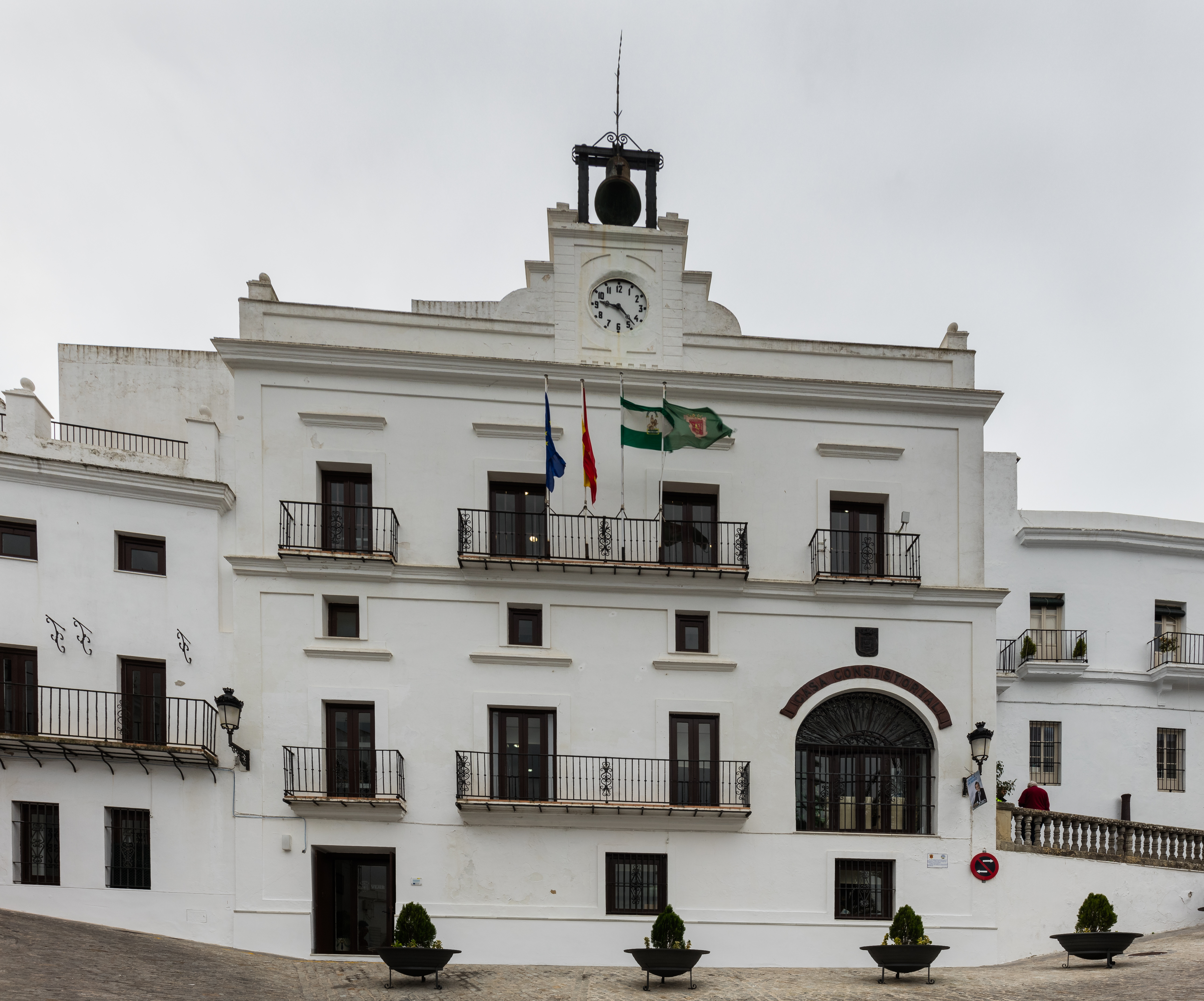
La casa consistorial, sede del Ayuntamiento de Vejer de la Frontera

| Periodo   | Nombre                     | Partido | Partido                                  |
| --------- | -------------------------- | ------- | ---------------------------------------- |
| 1979-1991 | Antonio Morillo Crespo     |         | Unión de Centro Democrático (UCD)        |
| 1991-1995 | Ricardo Chamorro Rodríguez |         | Partido Andalucista (PA)                 |
| 1995-2011 | Antonio Jesús Verdú Tello  |         | Partido Socialista Obrero Español (PSOE) |
| 2011-2019 | José Ortiz Galván          |         | Partido Popular (PP)                     |
| 2019-2023 | Manuel Flor Lara           |         | Partido Popular (PP)                     |
| 2023-act. | Antonio González Mellado   |         | Partido Socialista Obrero Español (PSOE) |

| Partido político                                            | 2023  | 2023  | 2023       | 2019  | 2019  | 2019       | 2015  | 2015  | 2015       | 2011  | 2011  | 2011       | 2007  | 2007  | 2007       |
| Partido político                                            | Votos | %     | Concejales | Votos | %     | Concejales | Votos | %     | Concejales | Votos | %     | Concejales | Votos | %     | Concejales |
| Partido Socialista Obrero Español (PSOE)                    | 3331  | 49,17 | 9          | 2381  | 36,74 | 7          | 2276  | 34,24 | 6          | 2414  | 35,78 | 6          | 3462  | 53,87 | 10         |
| Partido Popular (PP)                                        | 3141  | 46,36 | 8          | 3399  | 52,45 | 10         | 3677  | 55,32 | 10         | 3653  | 54,15 | 10         | 1579  | 24,57 | 4          |
| Izquierda Unida (IU)                                        | —     | —     | —          | 265   | 4,08  | 0          | 492   | 7,40  | 1          | 505   | 7,49  | 1          | 644   | 10,02 | 2          |
| Partido Andalucista (PA)-Espacio Plural Andaluz (PA-EP-And) | —     | —     | —          | —     | —     | —          | 98    | 1,47  | 0          | 44    | 0,65  | 0          | 549   | 8,54  | 1          |

## Servicios

### Educación
El municipio actualmente cuenta con 2 centros públicos y uno privado de educación infantil y primaria, un instituto público de educación secundaria y un centro de adultos.

### Sanidad

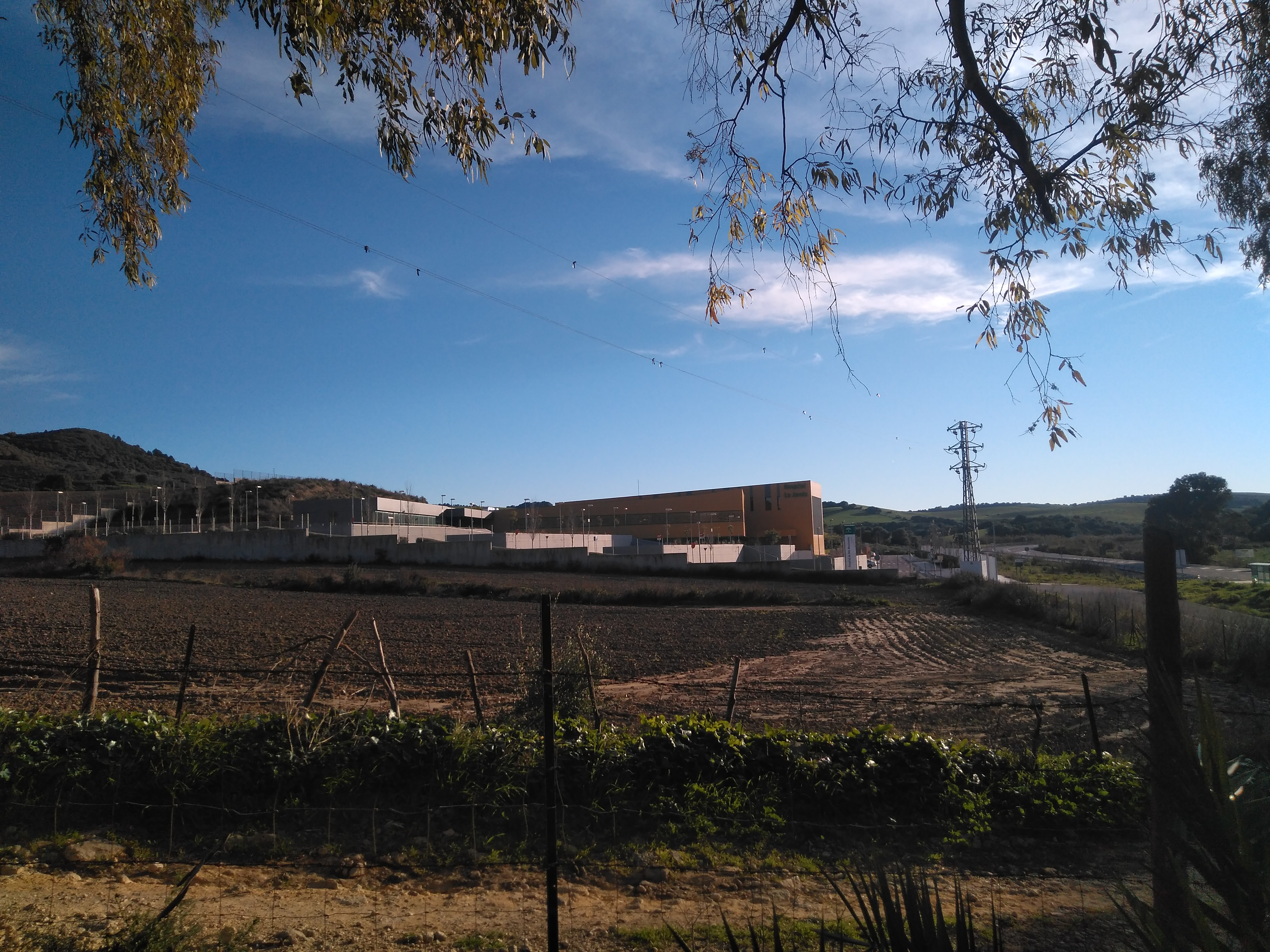
Hospital de Alta Resolución La Janda

Desde 2019 el municipio cuenta con un hospital: el Hospital de Alta Resolución Especializada (HARE) de La Janda. Este cuenta con un área de urgencias, con cinco boxes, hospitalización polivalente, con 24 habitaciones individuales, dos quirófanos, 16 módulos de consultas externas y seis salas de exploraciones especiales, salas y equipamiento de diagnóstico por la imagen, área de rehabilitación y área de apoyo clínico, entre otras instalaciones.

## Patrimonio

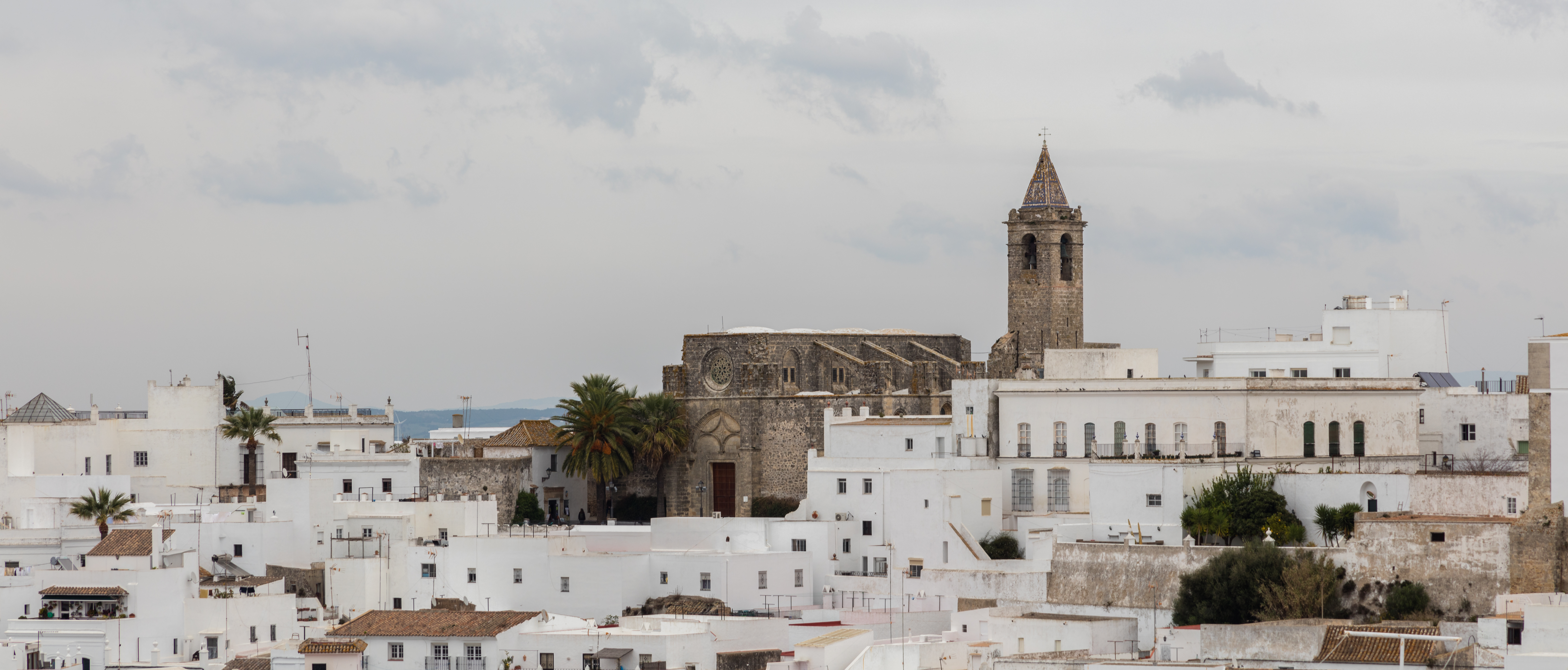
Iglesia del Divino Salvador. La ciudad de Vejer de la Frontera fue declarada conjunto histórico-artístico en 1976. El código correspondiente al bien de interés cultural correspondiente es RI-53-0000206.

### Patrimonio histórico-artístico

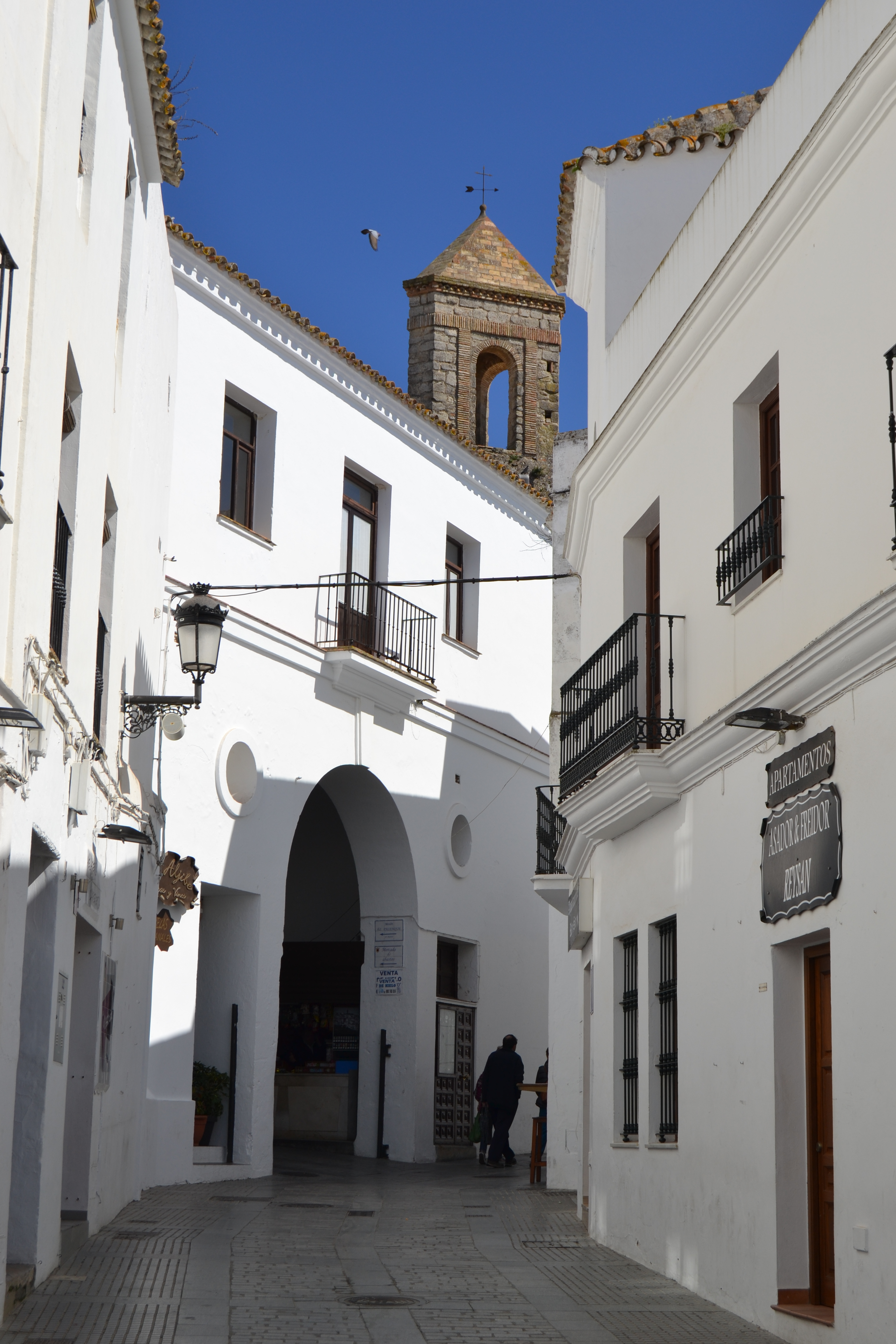
Calle de Vejer

Algunos de los elementos de patrimonio histórico son:
- Molinos
- Murallas
- Torre del Mayorazgo
- Torre de San Juan
- Torre de la Corredera
- Castillo de Vejer de la Frontera[19]
- Iglesia de la Merced.

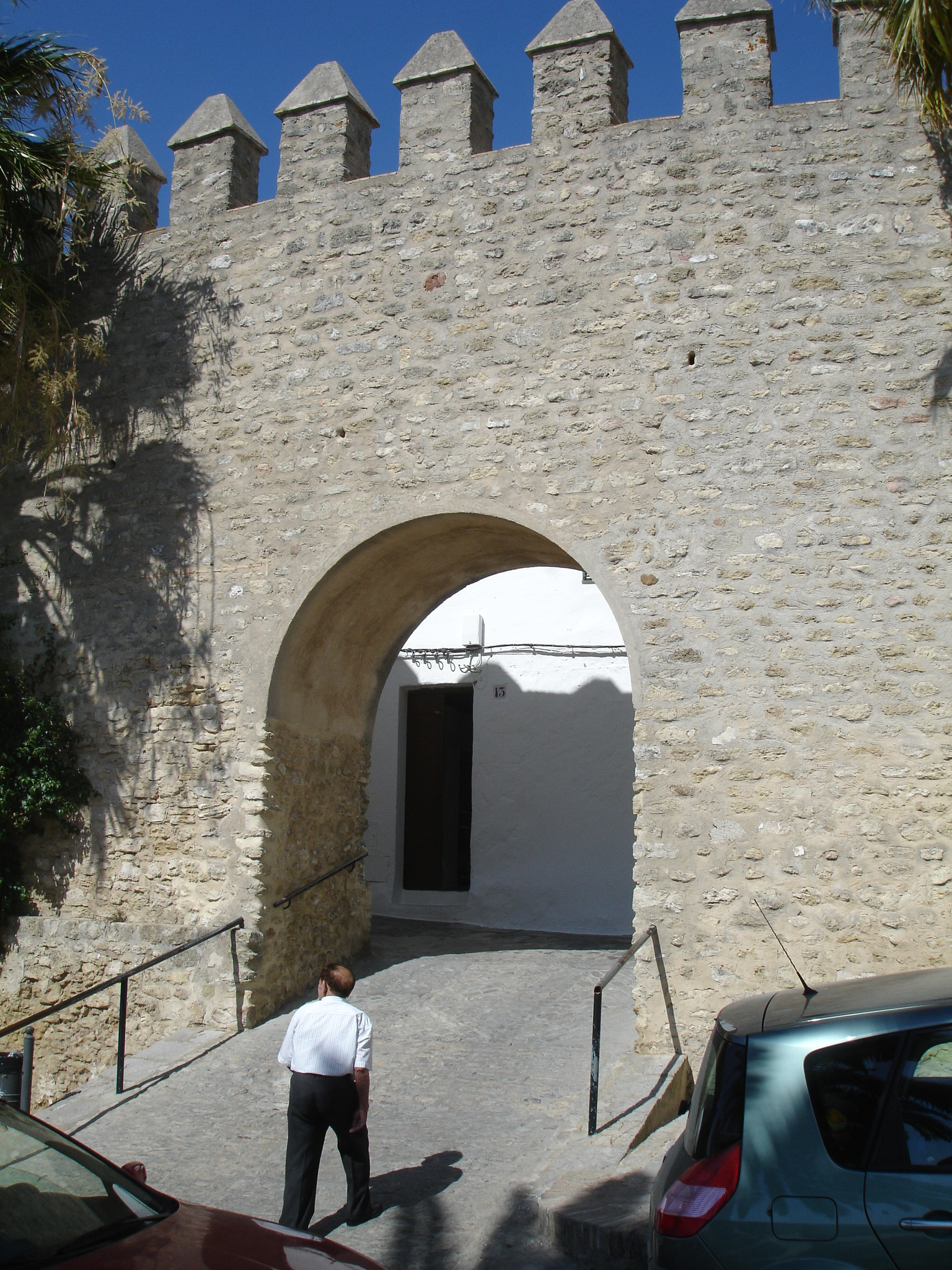
Restos de la muralla.

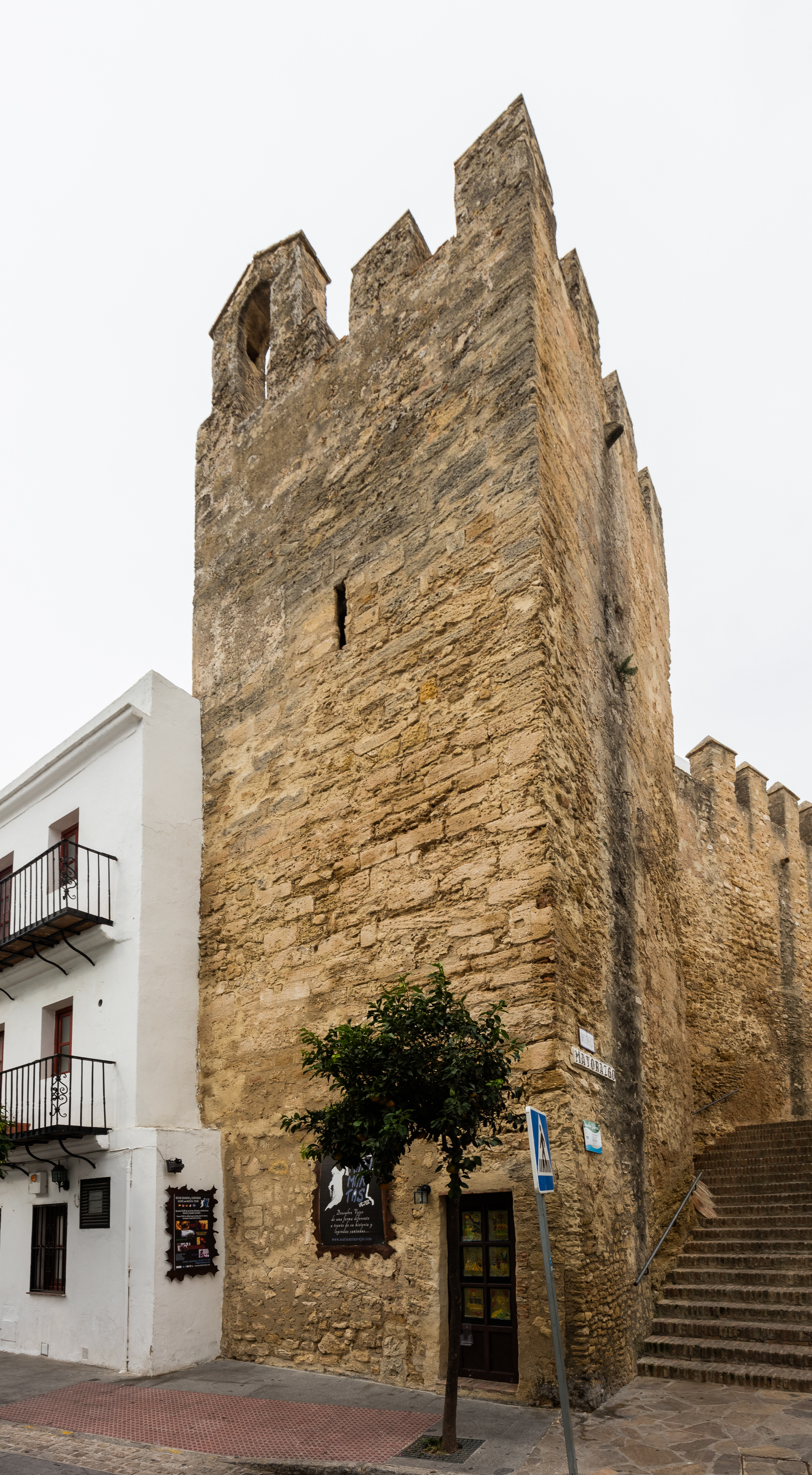
Torre del Mayorazgo

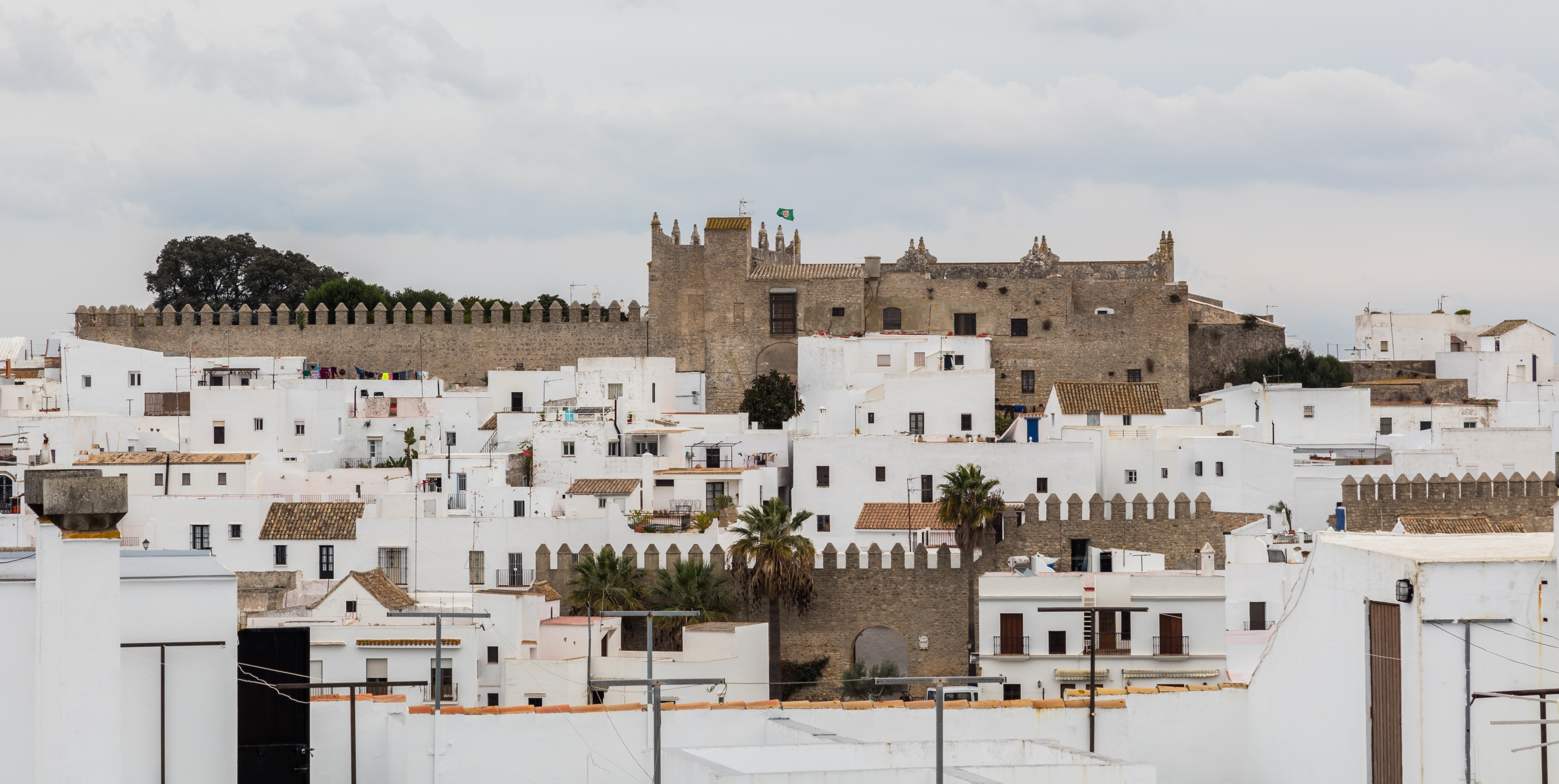
Castillo de Vejer

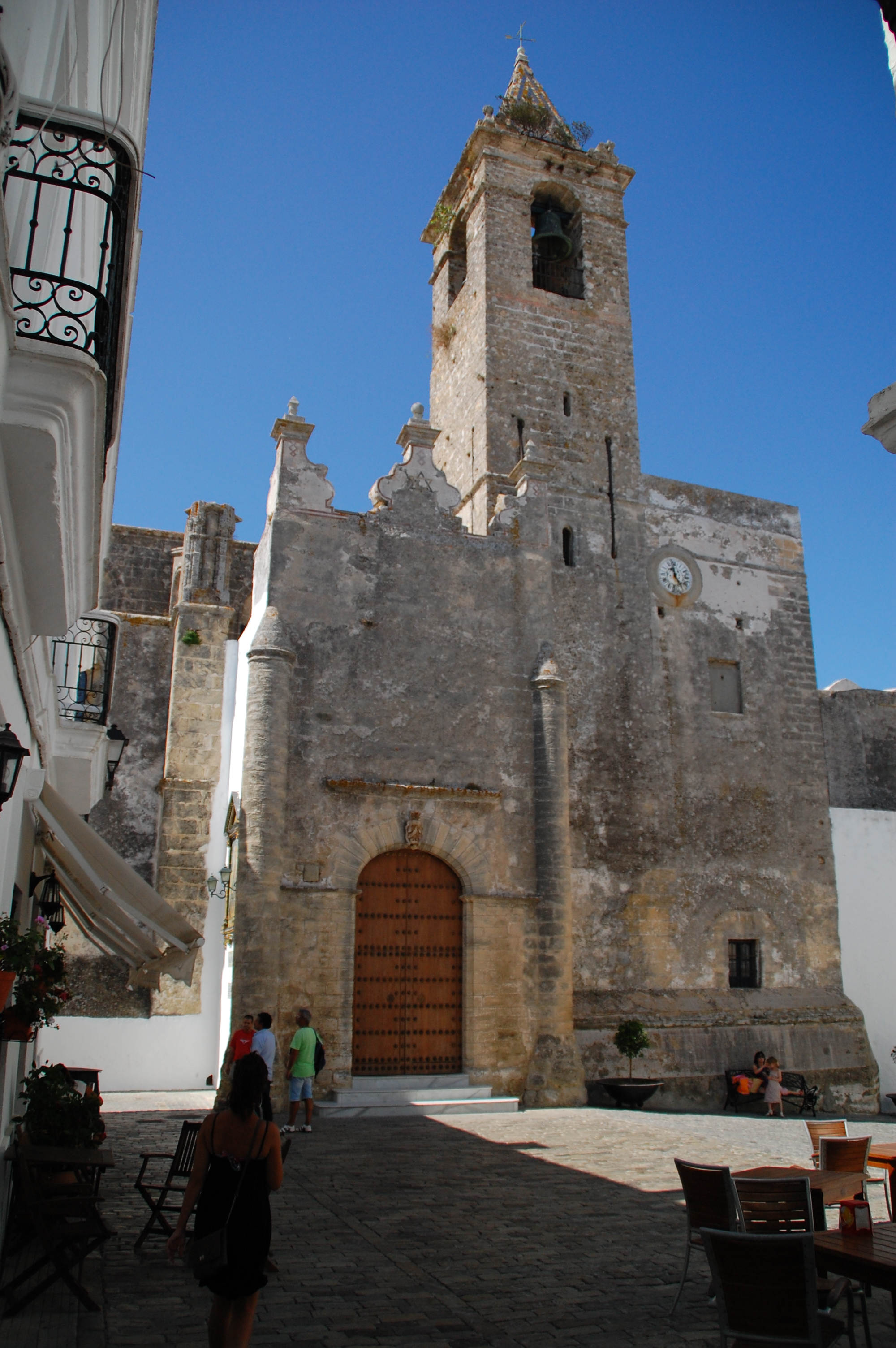
Entrada lateral de la iglesia

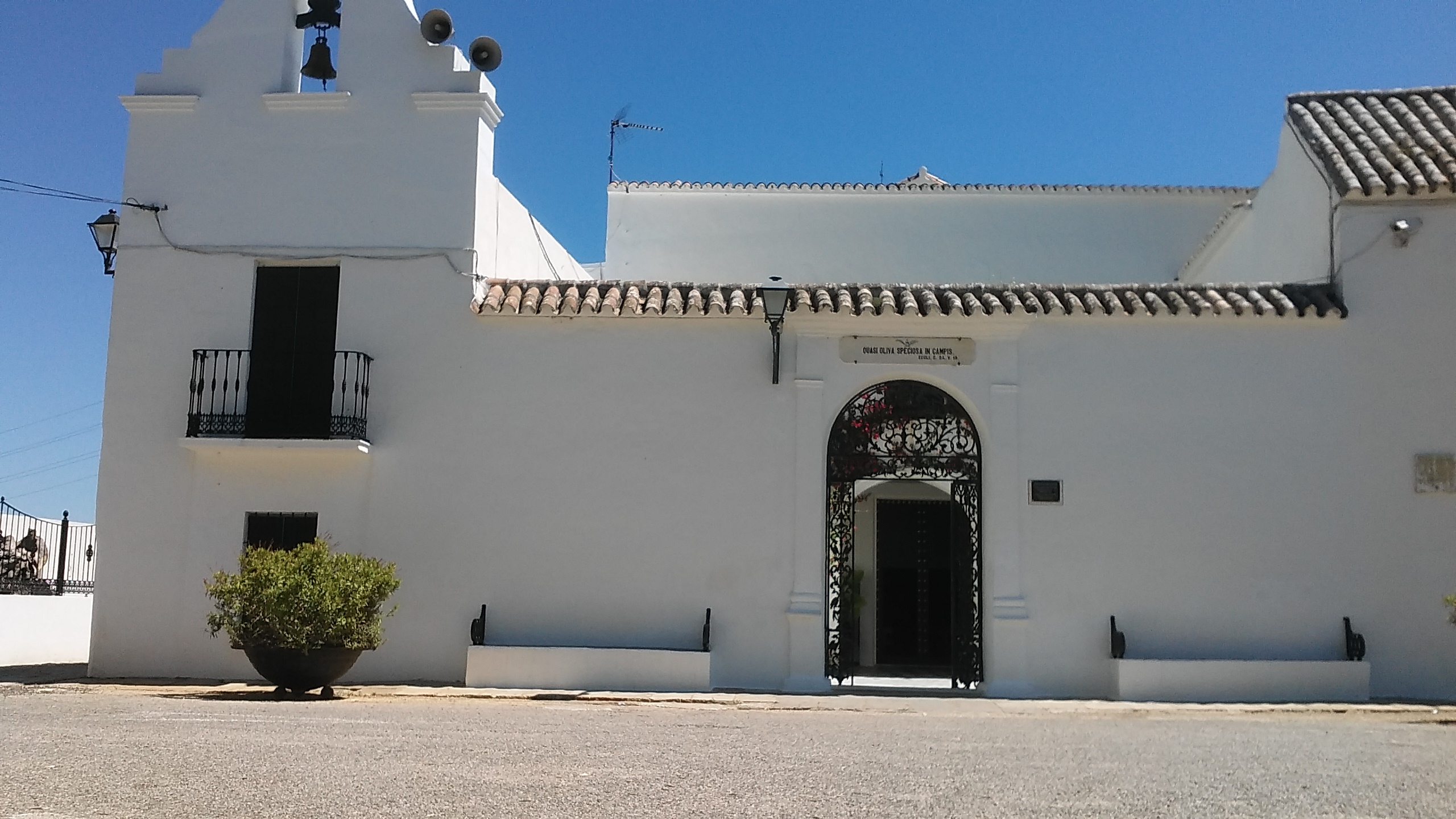
Ermita de la Oliva

- Iglesia del Divino Salvador. Es una iglesia de estilo mudéjar y gótico construida sobre una antigua mezquita.
- Ermita de Nuestra Señora de la Oliva. Ermita del siglo XVIII, emplazada sobre una antigua ermita de origen visigodo. En ella se pueden ver cuadros de Juan Correa.[20]
- Acueducto romano de Santa Lucía[21]

### Patrimonio natural
- Playa de El Palmar de Vejer. Ubicada en el pequeño núcleo rural del mismo nombre. Cuenta con diversos servicios y junto a ella se erige una de las torres de vigilancia costera que se esparcen por todo el litoral gaditano.
- Playa de Mangueta. Está declarada espacio protegido de interés territorial.[22]
- Parque natural de La Breña y Marismas del Barbate. Pertenecen a Vejer las zonas conocidas como monte Marismas, monte Quebradas y Peña Cortada, mientras que el resto del área protegida se integra en el vecino municipio de Barbate.
- Manantial de La Muela, con varios molinos históricos.
- El núcleo rural de Santa Lucía es monumento natural, contando con un acueducto romano.[23]

## Cultura

### Museos
La localidad cuenta con el Museo de Costumbres y Tradiciones de Vejer, en el antiguo Convento de las Monjas Concepcionistas.
En el núcleo de Montenmedio se localiza el espacio denominado Fundación NMAC, una especie de museo al aire libre, situado en un bosque mediterráneo, en el que se conjuga el arte moderno con la naturaleza. Alberga obras de artistas de diversas nacionalidades.
La casa palacio del Marqués de Tamarón alberga el Museo de Historia y Arqueología de Vejer.

### Eventos culturales
- Vejer Pueblo Abierto: Los visitantes tienen la oportunidad de visitar los monumentos y edificios públicos de la localidad.
- Festival Internacional Jazz Vejer: Tiene lugar en verano se trata de un festival dónde se realizan diversas actividades culturales con el jazz como punto de encuentro.

### Fiestas

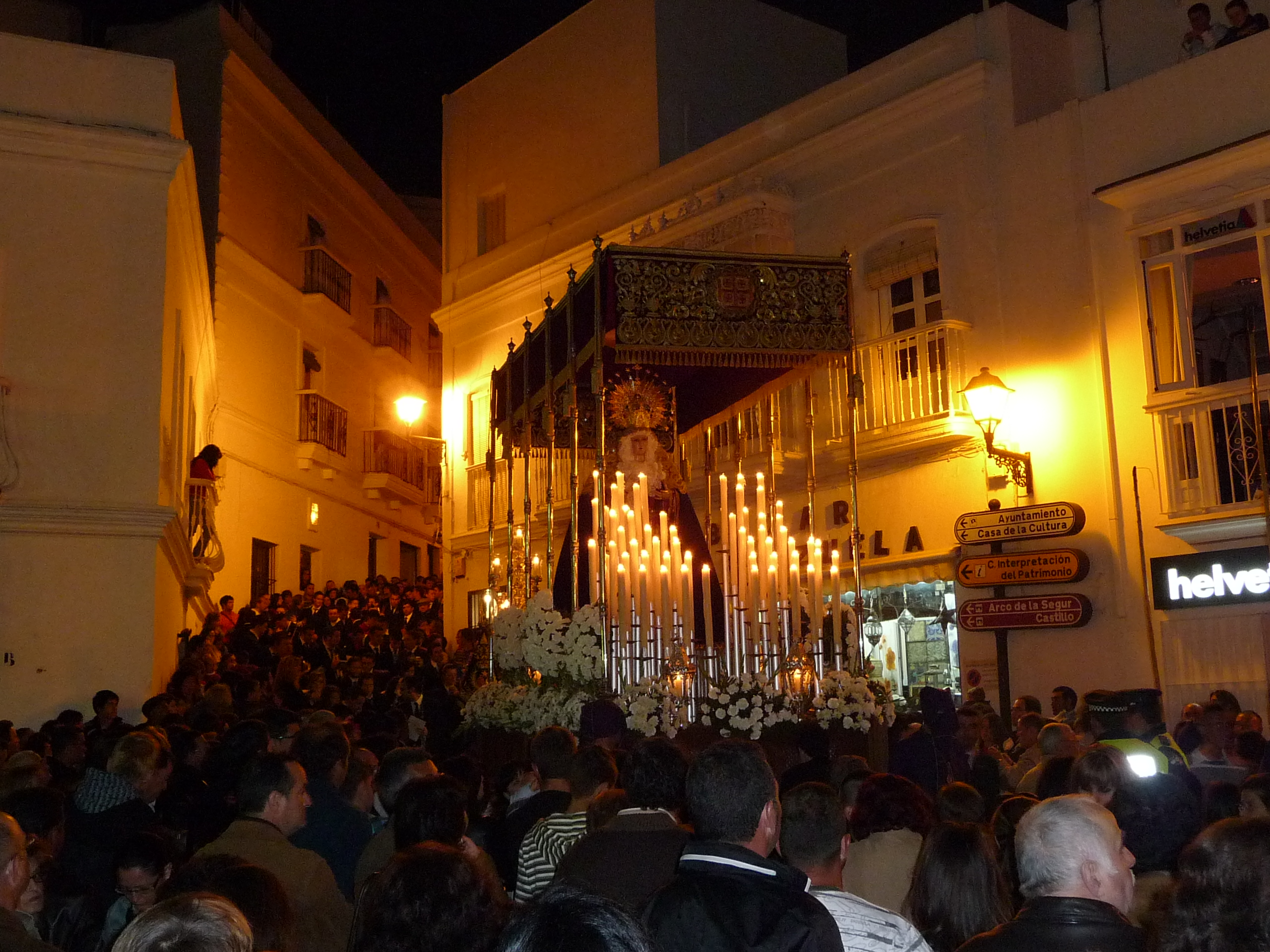
Vista de María Santísima de los Dolores a su paso por la Plazuela

- Semana Santa. La fiesta comienza el Sábado de Pasión y finaliza el Domingo de Resurrección. Es una celebración intimista y sobria en el marco singular de las calles de Vejer. El momento más importante es la madrugada del jueves al viernes, con la salida de la Hermandad de Nuestro Padre Jesús Nazareno. En el municipio hay tres Hermandades: La hermandad del Cristo de la Oliva, que sale el miércoles santo; la de Nuestro Padre Jesús Nazareno, que procesiona el Jueves Santo; y la hermandad de la Soledad, que lo hace el Viernes Santo, ambas acompañadas de saetas.

- Feria de Primavera. Se instalan atracciones feriales y se da lugar a eventos. Tiene lugar en el mes de abril durante cinco días, día y noche.

- Velada de Nuestra Señora de la Oliva. El 10 de agosto llega la imagen de la patrona a Vejer y el 24 se traslada al Santuario. Durante los días de estancia de la patrona, se instalan atracciones de feria y se da lugar a eventos, atrayendo una multitud de turistas al pueblo llenando sus calles de vida y entretenimiento.

### Gastronomía
- Lomo en manteca. Es uno de los productos más característicos del municipio. El 10 de octubre de 2015 se celebró su primer día mundial[26][27]

- Carne de retinto
- Patatas bravas
- Carne al toro
- Cazón en adobo
- Atún encebollado
- Gazpacho
- Pan de aceitunas
- Rosquetes de Semana Santa

### Costumbres
El cobijado es el traje típico de la mujer vejeriega que la envuelve con sus mantos negros. y solo deja un ojo al descubierto.

### Deporte
En el municipio los deportes más practicados son el fútbol, el baloncesto y el pádel. 
El evento deportivo más importante es la Subida a Vejer, prueba del Campeonato de Andalucía de montaña con más de 35 ediciones.
En cuanto a infraestructuras públicas, existe el campo de fútbol La Bodega, dos pistas polideportivas, un complejo deportivo, una piscina cubierta y un gimnasio municipal.
Destacan también otras instalaciones en su amplio término municipal, como el Montenmedio Golf & Country Clu] y el Circuito Hípico del Sol de Montenmedio.
El club deportivo más destacado del municipio es el Vejer Balompié, que actualmente milita en la Primera División Andaluza.
| Nombre                                     | Actividad       |
| ------------------------------------------ | --------------- |
| Asociación Cultural de Fútbol Vejer        | Fútbol base     |
| Vejer Balompié                             | Fútbol          |
| Asociación de Veteranos del Vejer Balompié | Fútbol          |
| Club Baloncesto Vejer                      | Baloncesto      |
| Asociación de Pádel Vejer                  | Pádel           |
| Trafalgar Polo Club                        | Polo            |
| Vejer Femenino Fútbol Sala                 | Fútbol sala     |
| Escuela municipal de Atletismo             | Atletismo       |
| Club Parapente Vejer-Buela                 | Parapente       |
| Club de pesca Vejer-Costa El Palmar        | Pesca deportiva |
| Club Ciclista La Janda                     | Ciclismo        |
| Club de Ajedrez La Cobijada                | Ajedrez         |